# Musá Manárov
Musá Jiramánovich Manárov (ruso: Муса́ Хирамáнович Мана́ров; 22 de marzo de 1951 en Bakú)  es un astronauta soviético.
Manárov es el octavo hombre que ha permanecido más tiempo en el espacio (un total de 541 días). En 1987 formó parte junto a  Titov Vladimir y  Levchenko de la tripulación de la soyuz TM-4.
Fue coronel de las Fuerzas de Aire de URSS, además de ser nombrado "Héroe Nacional de la URSS". Está casado y tiene dos hijos.